# Domov (Hvězdná brána: Atlantida)
Domov (v anglickém originále Home) je 9. epizoda I. série sci-fi seriálu Hvězdná brána: Atlantida.

## Děj
Shapperdův tým cestuje na planetu M5S-224. Najde zde pouze bránu obklopenou zvláštní hustou mlhou, žádné známky civilizace. Doktora McKaye však zaujmou podivné energetické hodnoty. Zjistí, že brána čerpá energii z mlhy a že by její množství stačilo k zadání adresy Země.
Doktorka Weirová odsouhlasí odeslání zprávy na Zemi a připojí se k týmu. Od SGC se dovídají, že Asgardi pomohli upravit Daedalus pro cestování hyperprostorem a že je tak možné, aby tým prošel na Zemi a za měsíc se vrátil na Atlantidu.
Na Zemi však nastávají komplikace. Na Daedalosu dojde k havárii a loď není schopna letu. Tým z Atlantidy je rozdělen a převelen na jiná stanoviště. Doktor McKay zjistí, jak by bylo možno použít ZPM k vytvoření červí díry do galaxie Pegasus, ale jeho výzkum, jakoby najednou přestal dávat smysl. Doktorka Weirová je z projektu Atlantida odvolána, civilní velení má být kvůli wraithské hrozbě nahrazeno vojenským. Sheppard potkává své kamarády, kteří jsou dávno mrtví. Postupně všem dochází, že něco není v pořádku.
Celý tým je vlastně neustále na planetě v galaxii Pegasus. Jakmile začnou jejich obavy sílit, obyvatelé této planety se rozhodnou říct jim pravdu. Žijí zde již dlouhou dobu ve formě energie (mlhy) a pokaždé, když někdo použije jejich bránu, mnoho jich zemře (jejich energie je využita k zadání adresy). Po generace se tak někteří z nich obětují, aby existence celé jejich rasy zůstala utajena. Po příchodu majorova týmu však zjistili, že k zadání adresy Země by bylo třeba miliónů obětí. Proto lidi zajali a umístili je do umělé reality - fiktivního světa jejich vlastních představ. Po delším vyjednávání, kdy lidem z Atlantidy hrozí, že na planetě zemřou, jsou propuštěni se slibem, že se na M5S-224 již nikdy nevrátí.

## Úryvek rozhovoru
- Sheppard: Chceš rozebrat DHD? Co když se to nepovede?
- McKay: Je nepravděpodobné, že bych to zvoral.
- Sheppard: 840 let.
- McKay: Prosím?
- Sheppard: 840 let bude trvat, než pro tebe doletím jumperem.
- McKay: Ale letěl bys!
- Sheppard: Samozřejmě!